# Tolkienus estoc
Espèce
Tolkienus estoc est une espèce d'araignées aranéomorphes de la famille des Dictynidae.

## Distribution
Cette espèce est endémique de Bioko en Guinée équatoriale,.

## Description
Le mâle holotype mesure 2,25 mm et la femelle paratype 1,95 mm.

## Systématique et taxinomie
Cette espèce a été décrite par Cala-Riquelme et Al-Jamal en 2025.

## Publication originale
- Montana, Cala-Riquelme, Crews, Gorneau, Al-Jamal, Alequín, Spagna, Ballarin & Esposito, 2025 : « Tailor's drawer no more: a reappraisal of the spider family Dictynidae O. Pickard-Cambridge, 1871 sensu lato. » Zoological Journal of the Linnean Society, vol. 204, no 2, zlaf007, p. 1-97.